# Ильин, Иван Васильевич (воевода)
Иван Васильевич Ильин — воевода, наместник и думный дворянин во времена правления Ивана IV Васильевича Грозного.
Из дворянского рода Ильины, потерявших княжеский титул.

## Биография
В марте 1545 года четвёртый воевода третьего Сторожевого полка в Казанском походе нагорную стороною.
В 1549 году наместник в Кашире. В апреле этого же года третий воевода шестнадцатого Большого полка в шведском походе.
В сентябре 1551 года ходил с полком из Каширы к Полоцку. Показан в думных дворянах, но в каком году пожалован не упомянуто.